# Phoenix (canción de Molly Sandén)
«Phoenix» (en español: Fénix) es un sencillo de la cantante sueca Molly Sandén publicado a comienzos de 2015. La canción fue coescrita por Molly Sandén, Victor Thell, Maria Smith y Anton Malmberg Hård Af Segerstad. La canción fue incluida en el EP publicado por la artista en junio de 2015, que llevaba por título Like No One's Watching.

## Videoclip
El videoclip de Phoenix fue dirigido por Rafael Edholm y publicado en la cuenta oficial de la artista el 30 de enero de 2015. Fue grabado en Gärdet, al norte de la ciudad de Estocolmo. Para ello, Molly contó con la colaboración de 200 fanes.
En el vídeo aparece Molly con muchas personas alrededor de una gran hoguera donde cada uno tira diferentes objetos de los que se quiere deshacer, como cigarrillos, antidepresivos, libros, e incluso propaganda política. Por esto último, el videoclip se volvió polémico, debido a que uno de los fanes arroja al fuego la propaganda de los Demócratas de Suecia (partido político de ideología de extrema derecha y contrario a la inmigración). La propia Sandén se desvinculó de esta polémica advirtiendo que nunca había entrado en discusiones políticas y que cada fan era libre de quemar lo que quisiera, debido a que el fuego es "Un gesto simbólico para deshacerse de algo que ya no quieres en tu vida".

## Canciones
| N.º | Título    | Duración |  |
| 1.  | «Phoenix» | 3.20     |  |

## Posicionamiento en listas
| Lista                      | Mejor posición |
| -------------------------- | -------------- |
| Suecia (Sverigetopplistan) | 74             |